# Deh Khodādād
Deh Khodādād (persiska: ده خداداد) är en ort i Iran.   Den ligger i provinsen Kermanshah, i den nordvästra delen av landet, 400 km väster om huvudstaden Teheran. Deh Khodādād ligger 1 897 meter över havet och antalet invånare är 257.
Terrängen runt Deh Khodādād är huvudsakligen kuperad, men åt sydost är den platt.Runt Deh Khodādād är det ganska tätbefolkat, med 72 invånare per kvadratkilometer. Närmaste större samhälle är Bolbolānābād, 15,4 km nordväst om Deh Khodādād. Trakten runt Deh Khodādād består i huvudsak av gräsmarker.